# Varry Brava
Varry Brava es un grupo español de indie pop creado en Orihuela en el año 2009. Está formado por los oriolanos Óscar Ferrer (vocalista), Aarön Sáez (teclados) y Vicente Illescas (guitarra).

## Historia
El nombre del grupo proviene de unir el de Barry White con el de la canción "Brava", de la cantante italiana Mina Mazzini.
En 2009 sale a la luz su maqueta autoproducida Ídolo. Compuesta por diez canciones, en las que muestran una clara influencia del pop español de los años 1980, como Nacha Pop y Radio Futura, aderezada con música disco y reminiscencias new romantic. Con este primer trabajo recorrieron la geografía española y participaron en festivales como el Sonorama, Ebrovisión, Electromar, SOS 4.8, Arenal Sound, Con V de Valarés, Lemon Pop, Indielx, B-Side y Low Cost.
A finales del año 2010 participan en los Conciertos de Radio 3, hecho que fue retransmitido en TVE y RNE.
En febrero de 2012 lanzan su primer álbum, Demasié, que fue autoproducido. Un primer trabajo oficial en el que rescatan cortes como "No gires" o "Radioactivo" de su primera maqueta Ídolo, con el también productor de Second, Raúl de Lara en la producción musical. Como carta de presentación estrenan el videoclip de su primer sencillo "Calor", un video con estética glam y tintes desenfadados.
En el año 2014 publican su segundo larga duración, titulado Arriva: 16 horas de juego y 4 litros de bebida energética, con el que entraron en la lista de discos más vendidos en España. Con este nuevo trabajo, Varry Brava apuestan por la electrónica y realizan una gira por las principales salas y festivales de España. A su vez, fueron los autores de la canción oficial del diario deportivo Marca para apoyar a la Selección de fútbol de España en la Copa Mundial de Fútbol de 2014. Tras el estreno de su segundo álbum, entran dos nuevos integrantes en la banda, siendo Juan Tae y Germán Sevilla, los nuevos bajista y baterista de la formación en directo y asiduos en las posteriores grabaciones de estudio.
En abril de 2016 fichan por la agencia de contratación Hook Management y, a su vez, anuncian la salida de su siguiente trabajo, Safari emocional, que vería la luz el 18 de noviembre de ese mismo año. Para la ocasión contarían con la producción de Jorge Guirao (Second) y Antonio Illán. Tres meses después del lanzamiento, inician una gira de más de 50 conciertos, que finaliza con el anuncio de un cuarto álbum, Furor, previsto para el 16 de febrero de 2018.
El 27 de septiembre de 2018 estrenaron un nuevo videoclip junto a Alberto Jiménez (Miss Caffeina) en una versión especial de su tema "Satánica".
En agosto de 2020 lanzaron su quinto álbum: Hortera. Con "Hortera", con "Luces de neón" o "PlisDonGou" como singles. Un año después volvieron a lanzar la canción que daba nombre al disco, aunque esta vez en compañía del dúo argentino Miranda!.
En enero de 2022 participaron en el Benidorm Fest, donde compitieron para representar a España en el festival de Eurovisión 2022 en Turín, con el tema "Rafaella", quedando en sexto lugar.

## Discografía

### Maquetas
- Ídolo (2009)

### Álbumes
- Demasié (Tiempo Real, 2012)
- Bravissimo (EP, Tiempo Real, 2013)
- Arriva: 16 horas de juego y 4 litros de bebida energética (Tiempo Real, 2014)
- Safari emocional (Hook Ediciones Musicales, 2016)
- Furor (Hook Ediciones Musicales, 2018)
- Hortera (Hook Ediciones Musicales, 2020)
- Sharirop (Hook Ediciones Musicales, 2024)

### Singles
- Bambú (Hook Ediciones Musicales, 2023)